# Bryopolia holosericea
Bryopolia holosericea är en fjärilsart som beskrevs av Charles Boursin 1960. Bryopolia holosericea ingår i släktet Bryopolia och familjen nattflyn. Inga underarter finns listade i Catalogue of Life.